# Премия Найо Марш
Премия Найо Марш (англ. Ngaio Marsh Awards; ранее Ngaio Marsh Award), коротко называемая «Найо» (англ. Ngaios), — литературная премия, ежегодно вручаемая в Новой Зеландии, чтобы отметить лучших новозеландских авторов детектива, мистики и триллера. Премия была учреждена в 2010 году журналистом и редактором Крейгом Систерсоном и названа в честь одной из «королев детективного жанра» дамы Найо Марш. Вручение премии проходит в родном городе писательницы — в Крайстчерче, Новая Зеландия.

## История
Премия Найо Марш за лучший детективный роман (англ. Ngaio Marsh Award for Best Crime Novel) была основана в 2010 году юристом, ставшим журналистом и редактором Крейгом Систерсоном (Craig Sisterson), который хотел создать возможность для признания лучших новозеландских авторов в жанрах детектива, мистики и триллера, поскольку до этого момента Новая Зеландия, в отличие от большинства других англоязычных стран, не имела отдельной награды за достижения в этих областях литературы, а местные писатели детективного жанра, несмотря на международное признание, нередко оставались без внимания со стороны организаторов отечественных литературных фестивалей и премий.
Систерсон писал обзоры и статьи о детективных писателях для ряда журналов и газет в Новой Зеландии и Австралии и создал веб-сайт Crime Watch Архивная копия от 27 июня 2019 на Wayback Machine о новозеландской художественной криминалистической литературе.
Несколько ранее в том же 2010 году Систерсон написал статью для журнала Booknotes под названием «„Киви“ любят детективы, но как насчёт наших собственных?» (англ. Kiwis love crime fiction, but what about our own?), в которой говорилось, что в Новой Зеландии есть замечательные мастера детектива, которые не поддерживаются ни местными книжными магазинами, ни литературными фестивалями или премиями, и пришло время это изменить.
После обсуждения со многими людьми в книжной индустрии Новой Зеландии Систерсон принял решение учредить Премию Найо Марш на фестивале писателей Крайстчерча в 2010 году, тем самым отдав дань уважения как современным писателям этого жанра, так и самой Найо Марш — известнейшему в Новой Зеландии автору детективного романа — в её родном городе.
Он разыскал самого близкого из живущих на тот момент родственников Найо Марш и получил разрешение почтить память писательницы, увековечив её имя и образ в первой в истории Новой Зеландии премии в области детективной литературы.
Первая церемония вручения награды была запланирована на сентябрь 2010 года на фестивале писателей Крайстчерча, но из-за поразившего город землетрясения была перенесена на декабрь. Первым лауреатом Премии Найо Марш стала писательница Аликс Боско за роман «Cut & Run», которая не присутствовала на церемонии награждения, но позднее новозеландский сценарист и драматург Грег МакГи признал авторство романа, написанного под псевдонимом Аликс Боско, раскрыв своё настоящее имя в преддверии церемонии вручения премии 2011 года.
Запуск премии освещали такие новозеландские издания, как Sunday Star-Times, Herald on Sunday и New Zealand Listener.

## Награда
В течение первых трех лет существования премии победитель получал отличительный трофей ручной работы, разработанный и созданный новозеландским скульптором Джиной Фергюсон (англ. Gina Ferguson), полный набор романов Найо Марш о инспекторе Родерике Аллейне и денежный приз, предоставленный трастом фестиваля писателей Крайстчерча. Статуэтка представляет собой полураскрытую книгу, обшитую чёрным бархатом с перламутровым изображением Найо Марш.
С 2013 года победители получили обрамленную мемориальную доску с логотипом премии, подборку романов Найо Марш и денежный приз.
В 2016 году была добавлена номинация за лучший дебютный роман (англ. Ngaio Marsh Award for Best First Novel), в 2017 — за лучшее документальное произведение (англ. Ngaio Marsh Award for Best Non Fiction).
В 2011 году на фестивале искусств Крайстчерча состоялось мероприятие «Подготовка сцены для убийства», в котором приняли участие все четыре финалиста премии и международные авторы бестселлеров Тесс Герритсен и Джон Харт.
Церемония награждения «Найо» традиционно проходит после мероприятия «Великих новозеландских дебатов о преступности». В 2015 году исландский криминальный писатель Ирса Сигурдардоттир стала судьей премии.
В 2019 году было объявлено, что на Премию Найо Марш номинируется сама Найо Марш.
Она со своим соавтором Стеллой Даффи была представлена в номинации «Лучший роман» за роман «Money in the Morgue», который Найо Марш начала писать в 1940-е годы; роман был дописан Даффи и опубликован издательством HarperCollins в 2018 году.

## Победители и номинанты
Победители выделены жирным шрифтом.

### 2010
| Лучший роман                                    |
| ----------------------------------------------- |
| Аликс Боско (наст. имя Грег МакГи), «Cut & Run» |
| Ванда Симон, «Containment»                      |
| Нил Кросс, «Burial»                             |

### 2011
| Лучший роман                                          |
| ----------------------------------------------------- |
| Пол Клив, «Blood Men»                                 |
| Пэдди Ричардсон, «Hunting Blind»                      |
| Нил Кросс, «Captured»                                 |
| Аликс Боско (наст. имя Грег МакГи), «Slaughter Falls» |

### 2012
| Лучший роман                        |
| ----------------------------------- |
| Нил Кросс, «Лютер. Книга 1. Начало» |
| Пол Клив, «Collecting Cooper»       |
| Бен Сандерс, «By Any Means»         |
| Ванда Симон, «Bound»                |

### 2013
| Лучший роман                   |
| ------------------------------ |
| Пол Томас, «Death on Demand»   |
| Пол Клив, «The Laughterhouse»  |
| Джулиан Новиц, «Little Sister» |
| Ванда Симон, «The Faceless»    |

### 2014
| Лучший роман                             |
| ---------------------------------------- |
| Лиам Макилванни, «Where The Dead Men Go» |
| Пол Клив, «Joe Victim»                   |
| Алан Дафф, «Frederick’s Coat»            |
| Донна Малейн, «My Brother’s Keeper»      |

### 2015
| Лучший роман                            |
| --------------------------------------- |
| Пол Клив, «Five Minutes Alone»          |
| Барбара Юинг, «The Petticoat Men»       |
| Тина Шоу, «The Children’s Pond»         |
| Пэдди Ричардсон, «Swimming in the Dark» |
| Пол Томас, «Fallout»                    |

### 2016[11][12][13]
| Лучший роман                                 |
| -------------------------------------------- |
| Рэй Берард, «Inside the Black Horse»         |
| Адам Кристофер, «Made to Kill»               |
| Таня Мойр, «The Legend of Winstone Blackhat» |
| Бен Сандерс, «American Blood»                |
| Лучший дебютный роман                        |
| Рэй Берард, «Inside the Black Horse»         |
| Джон Даниэль, «The Fixer»                    |
| Джен Шифф, «The Gentlemen’s Club»            |
| Джейн Вудхэм, «Twister»                      |

### 2017
| Лучший роман                                                                |
| --------------------------------------------------------------------------- |
| Фиона Сассман, «The Last Time We Spoke»                                     |
| Финн Белл, «Pancake Money»                                                  |
| К. Дж. Карвер, «Spare Me The Truth»                                         |
| Джонатан Куллинан, «Red Herring»                                            |
| Бен Сандерс, «Marshall’s Law»                                               |
| Лучший дебютный роман                                                       |
| Финн Белл, «Dead Lemons»                                                    |
| Джонатан Куллинан, «Red Herring»                                            |
| Гордон Элл, «The Ice Shroud»                                                |
| Саймон Уайетт, «The Student Body»                                           |
| Сью Янгер, «Days Are Like Grass»                                            |
| Лучшее нехудожественное произведение                                        |
| Майкл Беннет, «In Dark Places: Teina Pora and an ex-cops fight for justice» |
| Стив Брауниас, «The Scene of the Crime»                                     |
| Симонна Батлер и Андра Дженкин, «Double-Edged Sword»                        |
| Дэвид Гастингс, «The Many Deaths of Mary Dobie»                             |
| Люси Сассекс, «Blockbuster!: Fergus Hume and the Mystery of a Hansom Cab»   |

### 2018[14]
| Лучший роман                              |
| ----------------------------------------- |
| Алан Картер, «Marlborough Man»            |
| Чарит Норман, «See You in September»      |
| Кирстен МакДугалл, «Tess»                 |
| Натан Блэквелл, «The Sound of Her Voice»  |
| Пол Клив, «A Killer Harvest»              |
| Стелла Даффи, «The Hidden Room»           |
| Лучший дебютный роман                     |
| Дженнифер Лейн, «All Our Secrets»         |
| Кэролин Хейз, «The Floating Basin»        |
| Вивьен Флетчер, «Broken Silence»          |
| Натан Блэквелл, «The Sound of Her Voice»  |
| Никки Курчтли, «Nothing Bad Happens Here» |

### 2019
| Лучший роман                                                         |
| -------------------------------------------------------------------- |
| Фиона Кидман, «This mortal boy»                                      |
| Найо Марш, Стелла Даффи, «Money in the morgue»                       |
| Лиам Макилванни, «The Quaker»                                        |
| Дж. П. Помаре, «Cell me Evie»                                        |
| Джен Шифф, «The vanishing act»                                       |
| Лучший дебютный роман                                                |
| Дж. П. Помаре, «Cell me Evie»                                        |
| Келли Миндон, «Crystal reign»                                        |
| Андреа Джак, «One for another»                                       |
| Лучшее нехудожественное произведение                                 |
| Келли Дженнет, «The short life and mysterious death of Jane Furlong» |
| Скотт Бейнбридж, «The Great New Zealand robbery»                     |
| Анна Леск, «Behind bars»                                             |
| Синрик Темпл-Камп, «The case of death»                               |

## Комментарии
1. ↑  Новозеландцы.